# Aardgasvulinstallatie
Een aardgasvulinstallatie is een installatie voor het comprimeren van aardgas tot cng.
Aardgasvulinstallaties kunnen worden onderverdeeld in installaties in de buitenlucht en inpandige installaties.
Verder is er een onderverdeling in Slow-fill installaties en Fast-fill installaties. Bij slow-fill installaties duurt het tanken vaak enkele uren. Slow-fill systemen worden in Nederland ook wel direct-vul-installaties genoemd, omdat het vullen zonder buffer plaatsvindt. Het tanken gebeurt vaak ’s nachts. Dit soort installaties zijn er voor één auto tot hele busvloten. Fast-fill installaties beschikken over het algemeen over een buffer. Ook bestaan er combi-fill systemen waarbij een deel snel en een deel langzaam wordt gevuld.
Daarnaast is er een onderverdeling in grotere en kleinere installaties. De richtlijn voor installaties in de buitenlucht (PGS 25) legt daarbij de scheidslijn bij 14,3 m3 (n)/uur en een opslagvolume van 0,5 m3 (n). In Europees verband wordt voorgesteld de scheiding bij 20 m3 (n)/uur te leggen. Voor kleine installaties wordt verwezen naar de NEN 2078, maar deze is bedoeld voor installaties tot 60 bar.
De installaties volgens NEN 2078 worden ook wel thuisvulinstallaties genoemd, omdat er ook kleine modellen zijn die thuis aangesloten kunnen worden op de aardgasleiding. Bij dit soort installaties duurt het meestal enige uren voordat het voertuig gevuld is met aardgas. Fabrikant van dit soort installaties is het Canadese FuelMaker of het Belgische Ecofilco.
Grote aardgasvulinstallaties zijn opgebouwd uit de volgende componenten:
- compressor
- buffer
- afleverzuil (dispenser)

De belangrijkste component van de aardgasvulinstallatie is de compressor. Deze is primair bepalend voor het aantal auto’s dat in een specifieke tijd afgetankt kan worden. Een buffer wordt gebruikt om bij grotere compressoren de pulsaties op te vangen en bij kleinere compressoren om schommelingen in de vraag op te vangen. De afleverzuil is in Nederland meestal voorzien van twee slangen: één met een NGV-1 vulaansluiting voor lichte voertuigen en één met een NGV-2-vulaansluiting voor zware voertuigen.
In november 2011 hebben overheden en industrie samen gezeten om een ISO-standaard voor cng-tankpunten uit te werken.

## Aardgasvulinstallaties in Nederland
In Nederland zijn er per mei 2009 de volgende openbare aardgasvulinstallaties:
- Alkmaar (Fuwell)
- Almelo (Shell Twentepoort)
- Apeldoorn (Salland Olie)
- Arnhem (BEM / Fuwell)
- Den Haag (Tamoil Forepark)
- Drachten (Q8 / CNG Net)
- Groningen (Milieudienst Groningen)
- Groningen Olijve NV
- Haarlem (CNG Net)
- Hengelo (CNG Net)
- Leeuwarden (Delta Oil)
- Leeuwarden (WIBO)
- Moerdijk (Total van Drimmelen / CNG Net)
- Nieuwegein (Tamoil)
- Nijmegen (Fuwell)
- Oss (Tango)
- Schiphol (Total)
- Tegelen (Autobedrijf G+H / CNG Net)
- Tilburg (ABC Tilburg / CNG Net)

Per april/mei 2010 zijn de volgende locaties aan deze lijst toegevoegd:
- Ameland/Nes (CNG Net)
- Amersfoort (Tamoil/OrangeGas)
- Assen (Total Olyve/CNG Net)
- Beilen (Fieten Olie/OrangeGas)
- Breda (Trumpi/CNG Net)
- Den Haag (CNG Net)
- Doetinchem (Fuwell)
- Dokkum (Postma/OrangeGas)
- Eindhoven (Fuwell)
- Emmen (Esso De Grote/CNG Net)
- Enschede (Avia Weghorst/CNG Net)
- Harderwijk (Van Scherpenzeel/OrangeGas)
- Harmelen (Texaco Middelweerd/CNG Net)
- Heemskerk (Welp/OrangeGas)
- Heerenveen (Fuwell)
- Horst (Vissers Olie/OrangeGas)
- Leerdam (Deltabrug/CNG Net)
- Leiden (Groen Vervoer Leiden/OrangeGas)
- Lelystad (Supertank/CNG Net)
- Maastricht (Avia Smeets/CNG Net)
- Middelburg (BP Dauwendaele/CNG Net)
- Rosmalen (BP V.d. Berg’s autorette/CNG Net)
- Rotterdam (Argos/CNG Net)
- Sittard (Vissers Olie/OrangeGas)
- Steenwijk (Tamoil Rijmans/OrangeGas)
- Uden (Hopmans/OrangeGas)
- Zevenbergen (Total/CNG Net)
- Zoetermeer (Tango/CNG Net)
- Zoeterwoude (Esso Huisman/CNG Net)
- Zutphen (Fuwell)

## Aardgasvulinstallaties inBelgië
Electrabel beheert een station in Antwerpen, Brugge en Mechelen. Op 14 juni 2011 opende Colruyt het eerste tankstation in het Brussels Gewest aan de Bergense Steenweg in Anderlecht. Colruyt plant 25 van zijn DATS 24 tankstations uit te rusten met aardgas (op 2 januari 2012 kan dit ook in Halle, Ninove en de haven van Antwerpen. Greenpoint Supplies is de derde speler met één station in Brasschaat.